# Woodbridge Township (New Jersey)
Pour les articles homonymes, voir Woodbridge Township.
Woodbridge Township est une municipalité américaine située dans le comté de Middlesex au New Jersey.
Lors du recensement de 2010, sa population est de 99 585 habitants, dont 19 265 à Woodbridge CDP. La municipalité est alors la sixième du New Jersey par sa population. Elle s'étend sur 24,51 milles carrés (63,48 km2), dont 1,29 milles carrés (3,34 km2) d'étendues d'eau.
La ville doit son nom au révérend John Woodbridge, qui y mena un groupe de colons depuis le Massachusetts.
Le maire de Woodbridge Township ainsi que l'ensemble de ses conseillers municipaux sont issus du Parti démocrate. La ville se trouve dans le 6e district congressionnel du New Jersey et dans le 19e district législatif de l'État, sièges occupés par des démocrates à la Chambre des représentants fédérale et à la législature du New Jersey.